# Douglass North
Douglass Cecil North (Cambridge (Massachusetts), 5 november 1920 – Benzonia, 23 november 2015) was een Amerikaans econoom. In 1993 won hij samen met Robert Fogel de Prijs van de Zweedse Rijksbank voor economie (ook wel aangeduid als de Nobelprijs voor Economie) voor het vernieuwen van het onderzoek in economische geschiedenis door de economische theorie en kwantitatieve methodes te gebruiken voor het verklaren van economische en institutionele veranderingen.

## Biografie
In 1942 haalde North zijn Bachelor in Algemene Curriculum-Geesteswetenschappen aan de Universiteit van Californië, Berkeley. In 1952 haalde hij hier tevens zijn Ph.D. in economie met een these over het verzekeringswezen, aangezien zijn vader in deze branche werkte. Tijdens de Tweede Wereldoorlog was North lid van de Amerikaanse koopvaardij. Voor het verkrijgen van zijn Ph.D. was North ook een semi-professionele fotograaf, en werkte hij samen met onder andere Dorothea Lange.
North was van 1950 tot 1983 professor economie aan de Universiteit van Washington. In 1983 ging hij werken aan de Washington-universiteit te Saint Louis als de Henry R. Luce Professor in Rechten en Vrijheid op het gebied van Economie. Van 1984 tot 1990 was hij directeur van het Centrum voor politieke economie. In 1991 werd hij de eerste economisch geschiedkundige die de prestigieuze John R. Commons Award won.
Samen met Ronald Coase en Oliver E. Williamson hielp North bij de oprichting van de International Society for the New Institutional Economics. De eerste vergadering hiervan werd gehouden in 1997. Naast Coase en Williamson geldt North als een van de meest invloedrijke theoretici op het gebied van de Nieuwe Institutionale Economie, in het bijzonder voor zijn toepassingen van deze methode op de economische geschiedenis. Zijn intellectuele loopbaan liep van een jeugdig Marxisme tot een fanatieke aanhang van de neoklassieke theorie. Hij zegde deze echter op zijn beurt vaarwel toen hij geïnteresseerd raakte in de premoderne economische geschiedenis en de vraag hoe economieën ten goede of ten kwade veranderen op de lange termijn. Zijn conclusie dat de neoklassieke economie hier geen bruikbaar model voor had was onder andere beïnvloed door zijn lezing van het werk van Karl Polanyi. In verschillende fasen ontwikkelde hij hierop zijn theoretische levenswerk, de Nieuwe Institutionele Economische Geschiedenis; eerst in samenwerking met Robert Paul Thomas, later met Barry Weingast en John Joseph Wallis. Naast de theorie van de Nieuwe Institutionele Economie was ook de leer van Friedrich Hayek van grote invloed op North: hij noemde Hayek eens "de grootste econoom van de Twintigste Eeuw".
Hij was getrouwd met Elisabeth Case sinds 1972 en had drie kinderen. In november 2015 overleed hij op 95-jarige leeftijd.

## Grote publicaties
- The Economic Growth of the United States, 1790–1860, Prentice Hall, 1961.
- Institutional Change and American Economic Growth, Cambridge University Press, 1971 (with Lance Davis).
- The Rise of the Western World: A New Economic History, 1973 (with Robert Thomas).
- Growth and Welfare in the American Past, Prentice-Hall, 1974.
- Structure and Change in Economic History, Norton, 1981.
- Institutions, Institutional Change and Economic Performance, Cambridge University Press, 1990.
- Empirical Studies in Institutional Change, Cambridge University Press, 1996 (edited with Lee Alston & Thrainn Eggertsson).
- Understanding the Process of Economic Change, Princeton University Press, 2005.
- Violence and Social Orders: A Conceptual Framework for Interpreting Recorded Human History, Cambridge University Press, 2009 (with John Joseph Wallis and Barry R. Weingast)